# Brahmina serricollis
Brahmina serricollis är en skalbaggsart som beskrevs av Victor Ivanovitsch Motschulsky 1853. Brahmina serricollis ingår i släktet Brahmina och familjen Melolonthidae. Inga underarter finns listade.